# Hyères
Hyères este o comună franceză, situată în departamentul Var, în regiunea Provence-Alpes-Côte d'Azur.
Reședință a două cantoane, orașul este situat pe țărmul Mării Mediterane, la 16 km est de Toulon, la vărsarea râului Gapeau. Această stațiune balneară este denumită Hyères-les-Palmiers de către municipalitate și oficiul de turism (precum și în logo-ul comunei), datorită celor 7.000 de palmieri plantați în oraș și cultivați în pepiniere. În 2016, populația din Hyères ajunsese la 56.799 de locuitori.
Sub impulsul primarului său, Alphonse Denis, Hyères a devenit, încă din anul 1830, o destinație turistică și o stațiune climatică de iarnă, renumită pentru curele termale. Orașul a fost frecventat în special de comunitatea engleză, care a lăsat o amprentă arhitecturală încă vizibilă în peisajul urban actual.
Orașul este, de asemenea, leagănul primelor încercări de aclimatizare a plantelor exotice pe Coasta de Azur, începând cu anul 1850, datorită horticultorilor care au exportat palmieri și cactuși produși în pepinierele lor și au furnizat aceste plante proprietarilor din zonă.
Astăzi, pe lângă cultura palmierilor, Hyères deține o poziție predominantă în domeniul floriculturii și viticulturii. Instituțiile de sănătate, adesea foste sanatorii, precum spitalul Renée Sabran, fondat de doctorul Vidal, reconvertite în centre de readaptare funcțională, se numără printre cele mai importante din departament.
Turismul în Hyères cunoaște o dezvoltare datorită portului său de agrement, plajelor și proximității unor locuri turistice precum îles d'Or (Insulele de Aur), parțial protejate de un parc național, salinele sau situl arheologic Olbia.

## Geografie

### Localizare

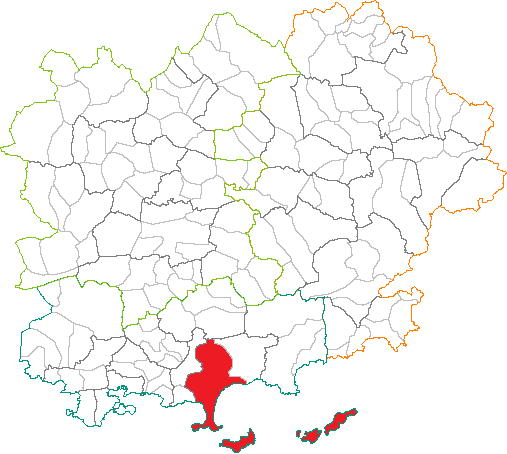
Poziția Hyères în departamentul Var.

Comuna Hyères include, printre altele, peninsula Giens și insulele Hyères, care cuprind insulele Porquerolles, Port-Cros și Île du Levant, precum și numeroase insulițe și stânci. Acestea sunt cunoscute și sub numele de „Îles d'Or” (Insulele de Aur), denumire dată în perioada Renașterii, probabil datorită strălucirilor aurii ale micașisturilor din rocile lor, vizibile sub anumite lumini.
Pe lângă aceste insule, orașul este format din numeroase cartiere, precum La Capte, Giens, L'Almanarre, L'Ayguade, Le Pyanet, Costebelle, Les Salins-d'Hyères sau Les Borrels.
Hyères, care se întinde de-a lungul a treizeci și nouă de kilometri de coastă, este cel mai sudic oraș al regiunii Provence. Relieful său litoral alternează între plaje nisipoase și faleze stâncoase.
Cea mai veche stațiune climatică de pe Coasta de Azur este situată într-un loc protejat. Cartierul său vechi se agață de versantul sudic al colinei Castéou (204 m) și domină orașul modern și rada încadrată de Cap Bénat și peninsula Giens. Renumele orașului datează din secolul al XVIII-lea.
Comuna este situată la 702 kilometri sud-est de Catedrala Notre-Dame din Paris, punctul zero al drumurilor din Franța, la 65 kilometri sud-est de Marsilia, la 16 kilometri est de Toulon, la 31 kilometri sud de Brignoles, la 58 kilometri sud-vest de Draguignan și la 48 kilometri sud-vest de Saint-Tropez.

### Comune limitrofe
| La Crau                         | Pierrefeu-du-Var | La Londe-les-Maures |
| Carqueiranne                    |                  | Marea Mediterană    |
| Golful Giens (Marea Mediterană) | Marea Mediterană | Marea Mediterană    |

### Geologie și relief

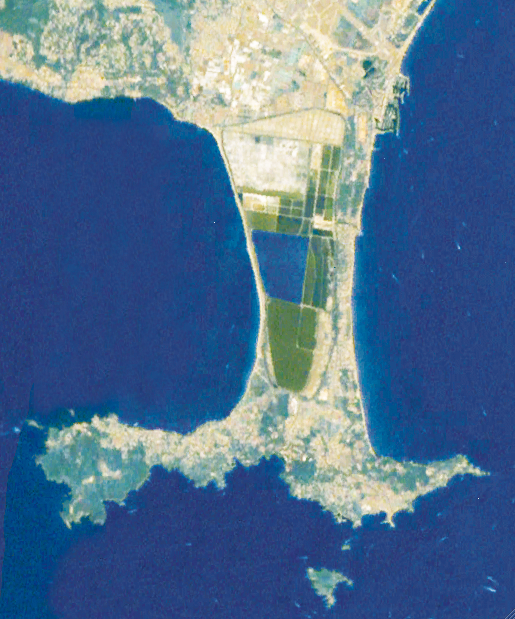
Peninsula Giens văzută din satelit.

Altitudinea minimă este la nivelul mării, iar cea maximă ajunge la 364 de metri, cu o altitudine medie de 182 de metri. Primăria se află la o altitudine de 29 de metri. Nordul comunei este ocupat de colina Castéou (198 m) și, în extremitatea vestică, de masivul Maures, care include înălțimile Bertrands, cele ale Surlier, Chapeau de Gendarme (cu o altitudine medie de 300 de metri) și Maurettes, care atinge 291 de metri la Fenouillet. Sudul teritoriului comunal este format din văi sau câmpii lagunare, dominate de două puncte panoramice: Mont des Oiseaux (și Pic des Fées), care atinge 241 de metri, și Costebelle (101 metri).

### Hidrografie și ape subterane
Hyères dispune de un litoral cu o lungime de 179 de kilometri.
Râul Gapeau traverse comuna, venind dinspre La Crau. Izvorând la poalele masivului Sainte-Baume, acesta parcurge 47,5 kilometri, traversând comunele Méounes-lès-Montrieux, Belgentier, Solliès-Toucas, Solliès-Pont, Solliès-Ville, La Farlède și La Crau. Gura de vărsare, situată în satul Salins, se află în partea de est a teritoriului comunal.
Roubaud, un mic râu de coastă cu un curs foarte incert, traversează valea situată în vestul comunei, care a fost ocupată în trecut de cursul primitiv al râului Gapeau. Acesta se varsă în mare în zona numită l'Ayguade.
Pe teritoriul comunei se mai găsesc alte două cursuri de apă: canalul Jean Natte, care leagă râurile Gapeau și Roubaud, și Réal Martin, situat în nordul comunei.
În final, se regăsesc diverse pârâuri, precum Pansart și Malaveine, alături de Valea Castanilor (Vallon des Châtaigniers), Valea Valbonne (Vallon de Valbonne), Valea Viet (Vallon du Viet), Baisse des Contes și Valea Borrels (Vallon des Borrels).

### Clima
În 2010, clima comunei este de tip mediteranean autentic, conform unui studiu realizat de Centrului Național de Cercetare Științifică (CNRS) , bazat pe o serie de date care acoperă perioada 1971-2000. În 2020, Météo-France publică o tipologie a climatului din Franța metropolitană, conform căreia comuna este expusă unui climat mediteranean și se află în regiunea climatică Var, Alpes-Maritimes, caracterizată prin precipitații abundente toamna și iarna (250-300 mm toamna), o insolație foarte bună vara (fracție de insolație > 75%), ierni blânde (8 °C) și puțină ceață.
Pentru perioada 1971-2000, temperatura anuală medie este de 15,3 °C, cu o amplitudine termică anuală de 14,9 °C. Cumulul anual mediu de precipitații este de 789 mm, cu 6,5 zile de precipitații în ianuarie și 1,2 zile în iulie. Pentru perioada 1991-2020, temperatura medie anuală observată la stația meteorologică Météo-France situată în comună, este de 15,7 °C, iar cumulul anual mediu de precipitații este de 668,8 mm.
Parametrii climatici ai comunei au fost estimați pentru mijlocul secolului (2041-2070) conform diferitelor scenarii de emisie de gaze cu efect de seră, bazate pe noile proiecții climatice de referință DRIAS-2020. Aceștia pot fi consultați pe un site dedicat publicat de Météo-France în noiembrie 2022.

## Urbanism

### Tipologie
La 1 ianuarie 2024, Hyères este clasificată drept centru urban intermediar, conform noii grile comunale de densitate cu șapte niveluri, definită de INSEE (Institutul Național de Statistică și Studii Economice) în 2022. Orașul aparține unității urbane Toulon, o aglomerație inter-departamentală care include 27 de comune, Hyères fiind una dintre comunele de periferie.
În plus, Hyères face parte din zona metropolitană a Toulonului, fiind o comună din coroana acestei zone. Această arie, care include 35 de comune, este clasificată în categoria zonelor cu 200.000 până la mai puțin de 700.000 de locuitori.
Comuna, situată pe malul Mării Mediterane, este, de asemenea, o comună litorală în sensul legii din 3 ianuarie 1986, cunoscută sub numele de legea litoralului. Dispoziții urbanistice specifice se aplică aici pentru a proteja spațiile naturale, siturile, peisajele și echilibrul ecologic al litoralului, cum ar fi, de exemplu, principiul interdicției de construire în afara zonelor urbanizate pe fâșia litorală de 100 de metri sau mai mult, dacă planul local de urbanism prevede acest lucru.

### Căi de comunicație și transporturi

#### Axe rutiere
Drumul departamental 559, care leagă Fréjus de Hyères, și drumul național 98, care vine dinspre La Londe-les-Maures, sunt principalele căi de acces. Cu toate acestea, pentru cei care călătoresc din estul departamentului Var și din Alpes-Maritimes, cea mai rapidă rută este utilizarea autostrăzilor A8/A57/A570 pentru a ajunge la Hyères.
Drumul departamental 559 și autostrada A570 dinspre Toulon, precum și drumul D 554 dinspre La Crau, accesibil prin sensul giratoriu Henri-Petit, sunt alte căi importante de acces către Hyères.
Accesul dinspre nord se face prin drumul D 12, în direcția Brignoles.
Drumul D 197 duce spre peninsula Giens, iar drumul D 42 către cătunul Ayguade.

#### Linie maritimă către insulele d'Or
Compania privată TLV-TVM asigură legături maritime către insulele Hyères.

#### Transport aerian
Aeroportul Toulon-Hyères împarte pistele cu baza de aeronautică navală Hyères Le Palyvestre. Acesta operează curse pe tot parcursul anului către aeroporturile Paris-Orly, Nantes, Londra-Stansted și Charleroi-Bruxelles-Sud (acesta din urmă nu mai este deservit). În 2011, aeroportul a primit 578.105 pasageri.

#### Transport feroviar
Gara SNCF din Hyères este deservită prin ramificația liniei La Pauline-Hyères către Salins-d'Hyères. Aceasta reprezintă punctul de plecare sau terminus pentru o linie TGV către gara Paris-Lyon, precum și pentru trenuri expres regionale (TER) Provence-Alpes-Côte d'Azur, cu destinația gara Marseille Saint-Charles.

## Toponimie
Hyères este menționată pentru prima dată în 963 sub forma Eyras. Se impune utilizarea eliziunii și formularea corectă este orașul Hyères, rada Hyères sau insulele Hyères, deoarece litera h, considerată aspirată, nu există în limba provensală. În plus, utilizarea literei h în cazul Hyères este o inovație grafică apărută târziu.
În 1801, numele orașului era scris fie Hières, fie Hyères, fără nicio diferență. În limba occitană, conform normei clasice, numele comunei se scrie Ieras, iar conform normei mistraliene Iero (pronunțat ['jeɾɔ]).
Numele localității provine dintr-o evoluție fonetică a cuvântului latin area, care a evoluat ulterior într-o formă occitană și apoi francizată. Area avea inițial sensul de „spațiu deschis”, iar mai târziu a căpătat sensurile de „curte, grădină, casă”. Se pare că numele acestui oraș derivă din marile platforme de uscare a sării existente la Salins-d'Hyères, posibil încă din Antichitatea târzie, după o modificare a termenului latin area, care desemna mlaștinile sărate. Există o omonimie cu Hières-sur-Amby (Isère, Hera, secolul XI) și cu Les Aires (Hérault, Airas, secolul XI).
La sfârșitul secolului al XIX-lea, comuna a dorit să își schimbe denumirea în „Hyères-les-Palmiers”; această modificare administrativă nu a fost aprobată oficial, însă municipalitatea utilizează frecvent acest nume în uz, inclusiv în documentele sale oficiale.

## Istorie

### Antichitate
Cel mai vechi monument din oraș este, fără îndoială, piatra cu alveole, o dală de șist care ar fi fost gravată în jurul anilor 500-600 î.Hr. de greci. Aceasta ar reprezenta, posibil, constelații.
În secolul al IV-lea î.Hr., un avanpost comercial fortificat a fost construit de marinarii greci din Massalia (Marsilia) pe țărmurile Mării Mediterane, la Hyères, în zona numită Almanarre, locul actual al Olbiei din Provence. Avanpostul a fost numit Olbia, care înseamnă „Fericita” în greacă. Prezența grecilor s-a extins treptat pe peninsula Giens.
Acest bastion fortificat avea scopul de a securiza navigația de coastă spre Italia, ca răspuns la incursiunile barbarilor liguri. A fost construită o cazarmă cu latura de 165 m, alcătuită dintr-un zid dublu, prevăzut cu turnuri la colțuri și de-a lungul perimetrului. Interiorul său era împărțit în patru părți de două artere principale.
Fiecare cartier era format din zece insule de locuințe separate de străduțe de 2,20 metri lățime. La acestea se adăugau două sanctuare dedicate zeițelor Aphrodite și Artemis. Se estimează că populația orașului se situa între 800 și 1.000 de locuitori.
În secolul al II-lea î.Hr., romanii s-au stabilit pe teritoriul actualei comune și au fondat Pomponiana, o stație de galere situată în apropierea orașului grec Olbia.

### Evul Mediu
În timpul domniei lui Guntram I, rege franc aflat la conducerea Burgundiei, Olbia a fost abandonată definitiv din cauza inundării portului și a creșterii insecurității pe litoral în perioada dinastiei merovingiene.
Încă de la începutul Evului Mediu, orașul era numit Castrum Aracarum (sau Aracarum Castrum, care este deviza castelului și care este gravată la intrarea sa), ceea ce indică faptul că castelul din Hyères exista deja.
Hyères este menționat pentru prima dată în anul 963 în două documente: o bulă papală a papei Leon al VIII-lea și un document al lui Conrad, rege al Burgundiei și al Provencei, care acordă Hyères și împrejurimile sale, confirmând atribuirea către abația benedictină Montmajour. Se face referire la saline și pescării. După 972, Guillaume I, conte de Provence, a atribuit Hyères seniorului de Fos, cu scopul de a construi un fort și de a apăra coasta împotriva piraților sarazini care își stabiliseră o bază la La Garde-Freinet.
Provenind din familia vicontelui din Marsilia, Pons de Fos este, în general, considerat primul senior al orașului Hyères, construind un castel la Hyères încă din prima jumătate a secolului al XI-lea, după expulzarea sarazinilor.
Un document din 1056 menționează fondarea de către Guy și Astrude de Fos a bisericii Sfântul Nicolae, situată la est de râul Gapeau, în colțul de nord-vest al Salinelor din Hyères, și o înzestrează, printre altele, cu „zeciuiala din vânătoarea de iepuri de pe insule”. Actul menționează, de asemenea, donația „unei case adiacentă bisericii Sfântul Paul, situată în piața Târgului”, piață unde se organizau târguri. Biserica Sfântul Nicolae, împreună cu toate bunurile și drepturile legate de aceasta, a fost plasată sub tutela capitlului catedralei Sfântul Ștefan și Sfântul Trofim din Arles. Toponimul Sfântul Nicolae amintește încă de locația acestei capele, astăzi dispărute, care figura pe o hartă de la sfârșitul secolului al XVIII-lea.
În anii 1062 și 1075, episcopul Rostaing și frații săi donează bisericile Sfântul Mihail și Sfântul Gheorghe abației Sfântul Victor din Marsilia. Terenurile primei biserici erau situate în vecinătatea unui izvor numit Alma Narra, ceea ce o plasează pe colina Costebelle. Cea de-a doua era situată la est de saline, între Bormettes și Léoube. În această cartă, Hyères este menționat sub numele de castrum Heras, reprezentând prima referire la fortificații. Se menționează, de asemenea, donația salinelor de la lacul Fabrégat către abația Sfântul Victor. Carta, semnată în capela Sfântul Benedict din Salins, evocă castelul Hyères, numit Castellum Eiras.
În anul 1216, Raymond-Geoffroy de Fos, lipsit de resurse, vinde pentru 18.000 de soli regali comunității din Marsilia posesiunile sale din Hyères (un 1/12) și pământul de la Brégançon, precum și salinele din Îles d'Or, care îi fuseseră lăsate de mama sa.
La 14 septembrie 1257, familia Fos a fost nevoită să vândă tot ce mai deținea în Hyères: „castelul, orașul, teritoriul și insulele sale” contelui de Provence, Charles d’Anjou. Un sigiliu, descoperit în 2011 la poalele castelului, atestă acest acord. Carol de Anjou a instalat acolo un viguier, reprezentantul său, și a inițiat reamenajarea cetății și a castelului. Cele mai vechi vestigii care s-au păstrat datează din această perioadă.
La începutul secolului al XIV-lea, Hyères era al optulea oraș provensal, cu aproximativ 5.000 de locuitori, însă Ciuma Neagră, ajunsă în Provence prin Marsilia în 1347, a devastat regiunea și a decimat mai mult de o treime din populație. Un secol mai târziu, populația orașului nu mai număra decât 1.900 de locuitori.
Moartea reginei Ioana I deschide o criză de succesiune la conducerea comitatului Provence, orașele Uniunii de la Aix (1382-1387) sprijinindu-l pe Carol de Duras împotriva lui Ludovic I de Anjou. Hyères facea parte din Uniunea de la Aix, dar pe 11 septembrie 1387 a promis să se predea Mariei de Blois, regenta lui Ludovic al II-lea de Anjou.

### Perioada modernă
În 1481, Hyères, la fel ca întreaga Provence, a fost integrat în domeniul regal francez. Aceasta a marcat o perioadă de mari lucrări pentru oraș, inclusiv construirea canalului Jean-Natte. Iată câteva etape cheie ale construcției sale materiale și ale statutului său juridic:
Inginerul Jean Natte și Rodulfe de Limans sunt cei care au inițiat construcția canalului Béal. În conformitate cu convenția încheiată în 1458 între sindicii și consilierii comunității din Hyères și Jean Natte „de pe râul Genova” pentru construirea unui canal sau béal derivat din Gapeau, acest canal era destinat alimentării morilor și irigării grădinilor. Lucrările au început pe 27 septembrie 1453. Canalul din piatră și mortar, încă vizibil, a fost complet finalizat în 1632, sub domnia regelui Ludovic al XIII-lea. În secolul următor, canalul a fost consolidat cu structuri de contraforți, canale secundare și ecluze din piatră în loc de lemn. Amenajările râului Gapeau, inclusiv două baraje construite din blocuri mari de piatră tăiată, legate între ele cu cleme de fier, pot fi încă admirate, la fel ca și prizele de apă, închise cu clapete glisante.
Canalul devine o lucrare strategică și este reglementat prin acte juridice. La 10 aprilie 1477, o tranzacție între sindicii din Hyères și Palamède de Forbin, senior de Solliès, ratifică convenția încheiată între domnul Beauval și sindicul morilor la 31 martie 1459, autorizând devierea și utilizarea apelor în schimbul a 100 de florini. La 16 martie 1463, o scrisoare a Regelui René prevede scutirea de toate impozitele și taxele regale în favoarea lui Jean Natte și a fraților Paulet și Limans. La 30 mai 1648, în urma numeroaselor conflicte, este redactat primul regulament de irigații. La 21 martie 1657, Parlamentul din Aix omologhează o hotărâre a consulilor comunității privind utilizatorii ilegali ai apelor („espensiers”) și stabilește amenzi pentru încălcări (sentința seneșalului din Hyères, 23 decembrie 1669). În ianuarie 1684, un prim „raport de evaluare” oferă o estimare a bunurilor imobile legate de canalul Jean Natte, cunoscut și sub denumirea de „Canalul Morilor”.
Astăzi, apele sale sunt încă utilizate de irigatori, reuniți într-o asociație sindicală, contribuind astfel la realimentarea pânzelor freatice existente.
În 1564, Carol al IX-lea al Franței și Caterina de Medici au locuit la Hyères, unde regele dorea să construiască un palat. În cele din urmă, proiectul a fost anulat. Prezența palmierilor este deja menționată.
În 1580, o epidemie de ciumă a făcut numeroase victime.
În timpul războaielor religioase, castelul joacă un rol esențial, dar trece de mai multe ori dintr-o tabără în alta. La începutul secolului al XVII-lea, castelul este în mare parte demolat, iar orașul se află într-o stare precară. În această perioadă, orașul a devenit mai puțin dominant decât Toulon.

### Revoluția Franceză
Cu puțin timp înainte de Revoluția Franceză, tensiunile cresc. Pe lângă problemele fiscale existente de mai mulți ani, recolta din 1788 fusese slabă, iar iarna 1788-89 foarte rece. Alegerea Statelor Generale din 1789 fusese pregătită prin adunările Statelor din Provence din 1788 și ianuarie 1789, ceea ce contribuise la evidențierea opozițiilor politice de clasă și la provocarea unei anumite agitații.
În momentul redactării caietelor de doleanțe, la sfârșitul lunii martie, un val de insurgență zguduie Provence. O revoltă izbucnește la Hyères pe 25 martie. Țărani din comună și din împrejurimi, alături de femei, protestează împotriva prețului ridicat al cerealelor și al taxelor. Piquet-ul (taxa de măsurare a cerealelor) este suspendat, apoi reintrodus, dar la un nivel mai scăzut.
Inițial, reacția constă în mobilizarea jandarmeriei locale. Deoarece agitația continuă, un detașament al armatei este trimis pe teren. Ulterior, se inițiază urmăriri judiciare, însă condamnările nu sunt puse în aplicare. Căderea Bastiliei și tulburările determină, ca măsură de calmare, o amnistie la începutul lunii august.
Odată cu legea din martie 1793, părinților li se acordă o mare libertate în alegerea prenumelor pentru copiii lor. Mai mulți locuitori din Hyères aleg, între anul II și 1801, să-și numească copiii Olbius sau Olbia, după numele antic al orașului.

### Perioada contemporană

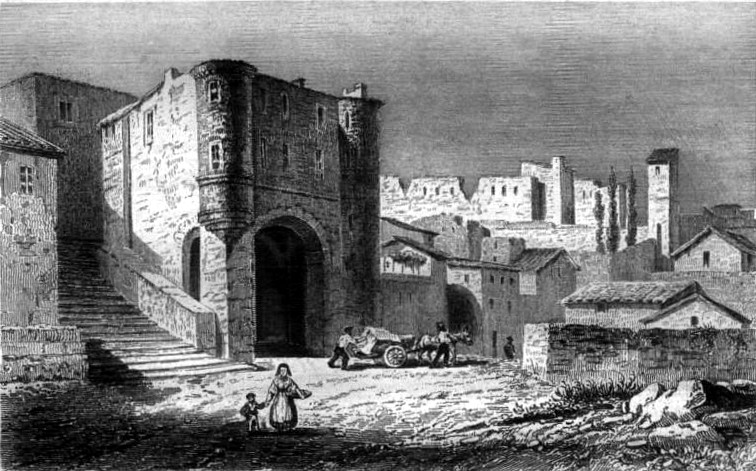
Gravură reprezentând Hyères și castelul său, realizată în 1838.

Alphonse de Lamartine a locuit la Hyères în anul 1840.
După anunțul loviturii de stat din 2 decembrie 1851, organizată de Louis-Napoléon Bonaparte, orașul Hyères s-a revoltat pentru scurt timp pe 5 decembrie.
La 1 septembrie 1862, stația Hyères a fost pusă în funcțiune de Compania de Căi Ferate de la Paris la Lyon și la Marea Mediterană (PLM), odată cu deschiderea pentru exploatare a primei secțiuni din concesiunea sa de la Toulon la Nisa. Totuși, stația era situată departe de oraș, iar o conexiune feroviară suplimentară era în studiu. A fost nevoie să se aștepte până la 6 decembrie 1875 pentru punerea în funcțiune a unei noi gări la Hyères, odată cu deschiderea pentru exploatare a secțiunii La Pauline-Hyères către Hyères din noua linie.
În 1887, Stéphen Liégeard (1830-1925) a publicat lucrarea La Côte d’Azur, care a dat numele litoralului. În această carte de 430 de pagini, el descrie orașele de pe litoral, de la Marsilia la Genova. Liégeard dedică șapte pagini orașului Hyères, despre care scrie: „De-a lungul acestei plaje scăldate de raze care merită botezul nostru de Côte d’Azur, Hyères, prima, a avut ideea de a pune darurile sale binecuvântate în slujba bolii sau a disperării. Ce putea oferi ea sufletului rănit, trupului slăbit? Ținutul său adăpostit de mistral [...]”.
Prima dintre aceste fraze, interpretată greșit, a făcut să se creadă în mod eronat că Stéphen Liégeard a avut ideea expresiei Côte d’Azur la Hyères, ceea ce nu este menționat nicăieri în cartea sa, nici în a doua ediție din 1894, nici în vreo biografie a acestui scriitor.
Comuna a fost decorată, la 11 noiembrie 1948, cu Crucea de Război 1939-1945.
Hyères a cunoscut o dezvoltare semnificativă începând cu mijlocul secolului al XX-lea, la periferia aglomerației touloneze, rămânând totodată un centru urban independent și deschis spre est. Orașul a beneficiat, de asemenea, de dezvoltarea turismului. Hyères a atras atenția mass-mediei odată cu asasinarea, la 25 februarie 1994, a deputatei UDF, fostă membră a FN, Yann Piat.

## Populația și societatea

### Date demografice
Evoluția numărului de locuitori este cunoscută prin recensămintele populației efectuate în comuna respectivă începând din 1793. Pentru comunele cu mai puțin de 10 000 de locuitori, un recensământ al întregii populații este realizat la fiecare cinci ani, populațiile legale pentru anii intermediari fiind estimate prin interpolare sau extrapolare.
În 2021, comuna număra 55103 locuitori, în scădere cu -2,43 % față de 2015 (Var: +4,45 %, Franța fără Mayotte: +1,84%).
| An        | 1793 | 1821 | 1841 | 1856 | 1876  | 1886  | 1901  | 1921  | 1936  | 1962  | 1982  | 2006  | 2014  | 2021  |
| --------- | ---- | ---- | ---- | ---- | ----- | ----- | ----- | ----- | ----- | ----- | ----- | ----- | ----- | ----- |
| Populație | 6500 | 7617 | 9966 | 9446 | 12289 | 13485 | 17659 | 17476 | 26378 | 28505 | 38999 | 55007 | 56502 | 55103 |

## Cultură locală și patrimoniu

### Patrimoniu natural

#### Plante remarcabile
Cei patru măslini milenari din Saint-Eulalie au fost plantați, conform tradițiilor, formând un pătrat de 20 de coți pe fiecare latură, asemenea Sfânta Sfintelor, și orientați spre răsărit. Protecția lor este asigurată de familia David-Beauregard, asociația Rameau d'Argent și școala de agricultură.

#### Premii și distincții pentru mediu
Hyères a fost recompensat cu titlul de „Oraș înflorit” (Ville fleurie): 4 flori, medalie de aur în anul 2003 la concursul european al orașelor înflorite, și păstrează distincția de 4 flori de atunci.
În 2019, orașul a obținut titlul de „Teritoriu angajat pentru natură 2019-2021”, cu două libelule, în cadrul concursului Capitala franceză a biodiversității organizat de Agenția Franceză pentru Biodiversitate.

### Locuri și monumente
Hyères este clasificat drept Oraș de Artă și Istorie.

#### Monumente istorice clasificate sau înscrise
- Villa Noailles[84]

Vila a fost construită în 1923 de arhitectul Robert Mallet-Stevens, la comanda lui Charles de Noailles și Marie-Laure de Noailles, proprietari până în 1973, când a fost vândută municipalității.
- Abbaye du Castelas

Abatia Castelas, numită uneori în mod eronat de Porquerolles, este o fostă abație cisterciană fondată în secolul al XII-lea de călugării cistercieni ai abației Le Thoronet. Istoria sa este deosebit de puțin cunoscută și tumultuoasă, marcată de atacuri ale piraților și de schimbări frecvente de ordin monastic, cauzate de poziția sa izolată și insulară. Abatia era situată pe promontoriul Castelas, în partea nordică a Insulei Levant, în largul orașului Hyères, în Marea Mediterană.
- Chapelle Saint-Blaise, cunoscută și sub numele de Turnul Templierilor

Comanderie construită de ordinul Templierilor în secolul al XII-lea. Este clasificată drept monument istoric din 30 martie 1987.
- Collégiale Saint-Paul

Monument istoric clasificat în 1992. Găzduiește o expoziție permanentă de ex-voto care relatează evenimente petrecute în timpul războaielor religioase. Legenda spune că aici ar fi ascunsă comoara templierilor.
- Biserica Saint-Louis

Monument istoric clasificat în 1840. Este singura rămășiță a mănăstirii ordinului Franciscan.
- Sit arheologic Olbia

Redeschis publicului în 1999, situl arheologic Olbia, fost avanpost al orașului Marsilia, reunește elemente preistorice, grecești, romane și medievale. Situat pe malul golfului Giens, la Hyères, pe ruta comerțului dintre Nisa și Marsilia, Olbia („Fericita” în greacă) este menționată de Strabon (secolul I î.Hr.) în lucrarea sa Geografia.
Situl a fost excavat încă din secolul al XIX-lea de diverși arheologi, printre care prințul Frederic, viitor rege al Danemarcei, Alphonse Denis, primar al orașului Hyères, locotenent-colonelul Poitevin de Maureillan și Jacques Coupry. Orașul greco-roman Olbia-Pomponiana a fost clasificat monument istoric în 1947.
La câțiva kilometri de situl Olbia, pe peninsula Giens, după satul La Capte, se află sanctuarul lui Aristée. Acest sanctuar, format dintr-un simplu bloc mare de piatră, a fost un loc de devoțiune dedicat cultului zeului pastoral grec minor Aristée. Săpăturile arheologice au permis inventarierea a 40.000 de fragmente de ceramică.
- Abbaye Saint-Pierre de l'Almanarre[92]

Fosta abație benedictină situată pe situl Olbia, fondată în anul 989, a devenit abație cisterciană în 1220.
- Oppidumul de la Costebelle

Monument istoric clasificat în 1958. Cimitirul datând din secolul al IV-lea d.Hr. a dezvăluit, în timpul săpăturilor, un făt antic, cunoscut sub numele de fătul de Costebelle, care reprezintă un caz excepțional de paleopatologie fetală.
- Château Saint-Bernard

Castelul și fragmentele primei incinte urbane domină situl, ales pentru poziția sa strategică și posibilitățile de apărare oferite de escarpament. În vârf, castelul păstrează doar vestigii din secolele XIII-XV care au supraviețuit demolării sale din 1620.
Incinta celei mai vechi părți a orașului înconjoară castelul și delimitează o zonă care fusese deja în mare parte abandonată de populație în secolul al XIV-lea, în favoarea orașului de jos. Din această perioadă datează reconstrucția generală a ansamblului, ale cărei fragmente sunt încă vizibile atât în orașul de sus, cât și în cel de jos.
- Le Plantier de Costebelle

Situată la numărul 714, pe avenue de la Font-des-Horts, această vilă de inspirație palladiană (turn, cisternă centrală, fronton) a fost construită în 1857 de arhitectul Victor Trotobas (1807-1884) pentru baroneasa de Prailly, care i-a găzduit aici pe părintele Henri Lacordaire și pe Felix Dupanloup, episcop de Orléans. Vila este înconjurată de un arboret exotic și include o capelă datând din aceeași perioadă.
Proprietatea a aparținut scriitorului Paul Bourget, care a primit aici numeroase personalități între 1896 și 1935, iar ulterior lui Marius Daille. Este înscrisă în Inventarul Suplimentar al Monumentelor Istorice din 1976.
- Batterie du Pradeau, cunoscută sub numele de „Tour Fondue”

Tour Fondue, aflată în proprietatea Parcului Național Port-Cros, care a restaurat-o în 1991, a fost înscrisă în Inventarul Suplimentar al Monumentelor Istorice în 1989. Este vorba despre vestigiile unei vechi turnuri defensive din secolul al XVII-lea, construită probabil în jurul anului 1634, sub conducerea lui Richelieu.
- Domaine de San Salvadour

Monument istoric înscris în 1987. Domeniul a fost construit de Ernest Paugoy (1845-1906). A fost proprietatea fostului primar al orașului Hyères, Edmond Magnier (1841-1906), iar ulterior a aparținut unor călugărițe (Sora Candide). Astăzi, domeniul este deținut de Asistența Publică a orașului Paris.
Fațada este un exemplu remarcabil de stil eclectic, reunind influențe din mai multe stiluri: gotic, Tudor englez, Renaștere franceză și baroc. Tavanele au fost decorate de Delfosse și Defais (1882), decoratori parizieni.
- Villa Tunisienne

Monument istoric înscris în 1999. Vila a fost construită în 1884 de arhitectul Pierre Chapoulard (1849-1904) pentru uzul său personal.
- Villa Tholozan sau Alberti

Monument istoric înscris în 1975. Vila a fost construită în 1858 pentru ducele de Luynes (1802-1867). Ulterior, a trecut prin moștenire marchizei de Tholozan, care i-a dat numele. Arhitectul acesteia este Frédéric Debacq (1800-1892).
Împreună cu Villa Léautard și Le Plantier de Costebelle, reprezintă exemple ale reședințelor aristocratice de vacanță din secolul al XIX-lea din Hyères. Aceste trei proprietăți sunt singurele care, fiind încă în proprietate privată, au reușit să păstreze intacte vastele parcuri botanice ce le înconjoară, precum și arhitectura lor originală.

#### Alte monumente
- Castel Sainte-Claire

Castel Sainte-Claire este primul dintre edificiile care, începând cu mijlocul secolului al XIX-lea, au reocupat spațiile goale din vechiul oraș. Este o vilă construită într-un stil roman fantezist de Olivier Voutier, descoperitorul statuii Venus din Milo. Ulterior, romanciera americană Edith Wharton a locuit aici între 1927 și 1937, în perioada în care Robert Mallet-Stevens și mulți alți artiști lucrau la Clos Saint-Bernard pentru Charles de Noailles și soția sa, născută Marie-Laure Bischoffsheim.
Acest monument adăpostește, de asemenea, o grădină.
- Villa Mauresque

Situată la numărul 2, avenue Jean-Natte, această vilă a fost construită în 1881 de arhitectul Pierre Chapoulart pentru industriașul Alexis Godillot (1816-1893). Vila era destinată atât organizării de recepții pentru industriaș, cât și închirierii către turiștii care vizitau regiunea în timpul iernii.
- Villa Léautaud

Vila a fost achiziționată în 1873 de contele Léautaud Donine și modificată de arhitectul Louis Peyron în 1877. Arhitectul a adăugat trei turnuri pentru a-i conferi un aspect mai nobil. Pe cupola turnului principal, o floare de crin amintește de legătura de rudenie a proprietarilor cu familia de Orléans. Pe atunci, vila era cunoscută sub numele de „Villa Costebelle”.
Este înconjurată de un vast parc plantat cu specii exotice (palmieri, cactuși). Vila este alăturată de Plantier de Costebelle, cu care inițial forma o singură proprietate. În 1880, contele a perforat terasa vilei pentru a lăsa să treacă trunchiul unui palmier despre care se spune că a fost plantat de Lamartine.

### Personalități

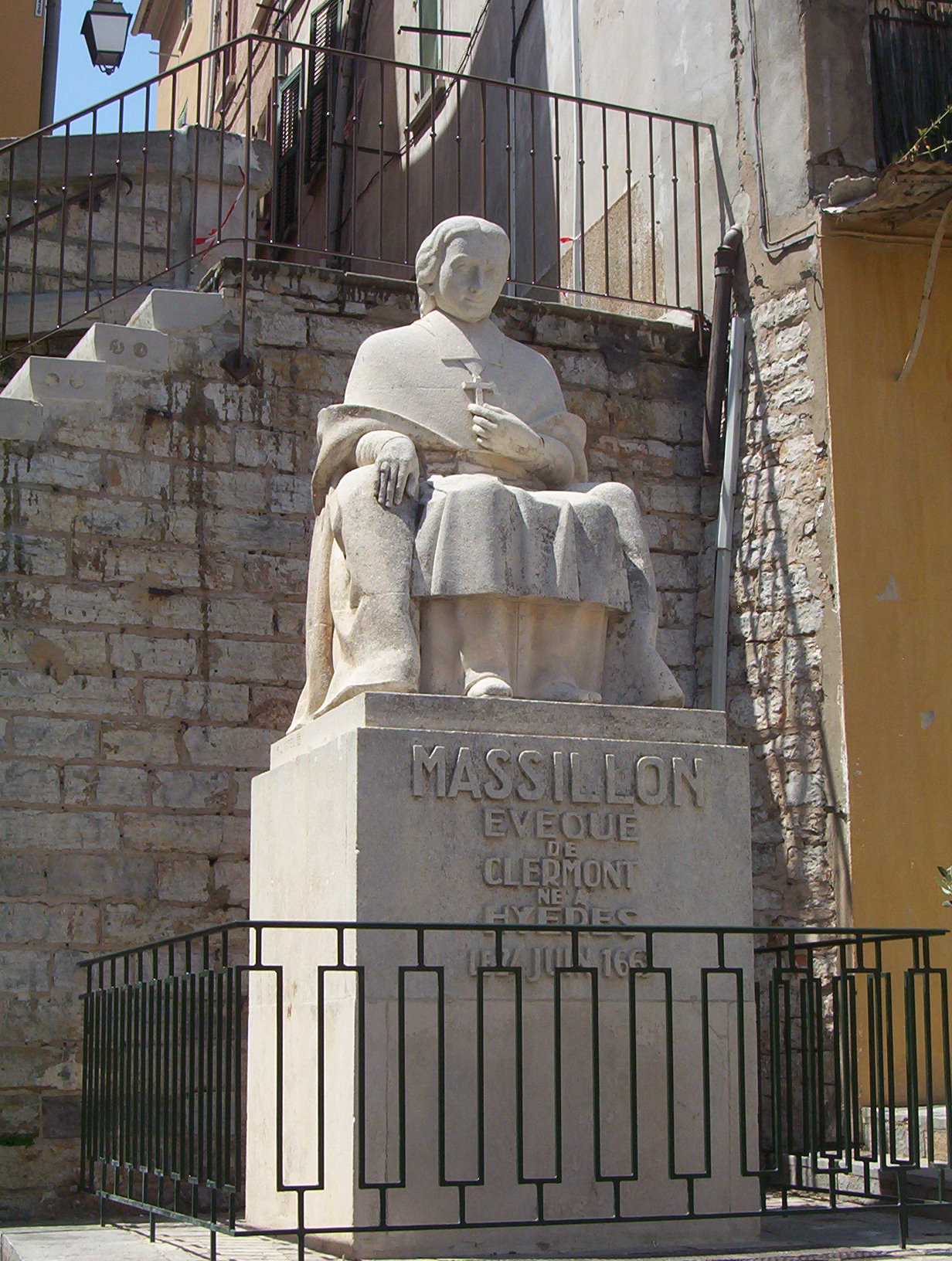
Statuia lui Jean-Baptiste Massillon,amplasată în Place Massillon.

Mai multe personalități publice s-au născut la Hyères, printre care și compozitorul Alexandre de Villeneuve, dar cea mai celebră este cu siguranță Jean-Baptiste Massillon.
Începând cu 1760, Hyères devine o stațiune de iarnă renumită printre englezi, în special datorită sejururilor prințului de Wales, viitorul rege al Angliei George al IV-lea, în 1788 și 1789. Numeroase alte personalități vizitează orașul sau se stabilesc aici, atrase de climatul său. Printre acestea se numără baronul badian Stulz, care s-a stabilit la Hyères în 1820 și a devenit un important donator al muzeului; fiica sa s-a căsătorit cu Alphonse Denis.
Prințul Karl von Hohenzollern și regina Maria Cristina a Spaniei au fost și ei oaspeți ai lui Alphonse Denis. Colonia engleză era foarte importantă, iar orașul găzduia până la trei biserici anglicane. Această prezență britanică a atins apogeul odată cu vizita reginei Victoria în 1892.
În 1791, Charlotte Turner Smith a publicat romanul Celestina, a cărui acțiune se desfășoară la Hyères. Doctorul englez Edwin Lee a scris, în 1857, o lucrare despre virtuțile climatului din această regiune, iar în noiembrie 1880, Adolphe Smith a publicat The Garden of Hyères.
Alexandre Aimable de David Beauregard (1721-1806) este, de asemenea, cunoscut pentru dezvoltarea proprietății Sainte-Eulalie, care, în Evul Mediu, era cea mai mare exploatare agricolă din regiune, având o suprafață de o mie de hectare. Același lucru poate fi spus și despre Simone Berriau, care a contribuit la dezvoltarea domeniului viticol de la Mauvanne.
În 1849, Antoine Eugène Genoud a murit la Hyères.
În 1883, Robert Louis Stevenson a venit la Hyères, unde a locuit timp de doi ani. A scris despre experiența sa: „Nu am fost decât fericit la Hyères”. Aici a fost tratat de doctorul Léon Émile Vidal pentru emfizem pulmonar.
Alți scriitori celebri au locuit la Hyères, precum Jules Michelet, care a murit aici în 1874, Joseph Conrad sau Lev Tolstoi, al cărui frate, Nikolai, s-a stins la Hyères și a fost înmormântat în vechiul cimitir (astăzi școala Paul Long). De asemenea, Saint-John Perse (Alexis Léger) este înhumat în cimitirul din Giens.
Alții au deținut case de vacanță aici, precum Edith Wharton, academicianul Paul Bourget, Martine-Marie-Pol de Béhague, care a construit vila „La Polynésie” pe peninsula Giens, baronul arheolog Gustave Charles Ferdinand de Bonstetten sau compozitorul Ambroise Thomas.
Horticultorul Charles Huber, fost șef-grădinar al primarului Alphonse Denis, exporta în toată Europa semințe și plante exotice.
Charles-Albert Costa de Beauregard (1835-1909) a achiziționat insula Port-Cros în 1890, în timp ce François Joseph Fournier (1857-1935), după ce și-a făcut o avere în minele de aur mexicane, a cumpărat insula Porquerolles în 1912.
Alexis Godillot a achiziționat la Hyères, în 1864, Hôtel des Îles d'Or și 20 de hectare de terenuri agricole în grădinile Beauregard, pe care industriașul le-a amenajat și parcelat pentru dezvoltare.
Alte personalități au locuit la Hyères, precum Nicolae Bălcescu sau Paul Taffanel, care a locuit la vila Espérance, proiectată de cumnatul său Marcel Deslignières în 1884. De asemenea, pictorul Giulio Vittini, ale cărui câteva lucrări pot fi încă admirate la primărie și în anumite muzee.
Tot la Hyères a trăit și a murit librarul și scriitorul Maurice Périsset, care a primit Prix du Quai des Orfèvres în 1983.

### Generalități
- Barth (1841). Notice topographique et médicale sur la ville d'Hyères (în franceză). Béchet Jeune et Labé.
- Honnoraty, Armand (1834). Lettre à un médecin de Paris sur Hyères, son climat, et son influence dans les maladies de poitrine (în franceză).
- Cabrié, L.P. Alexandre (1859). Nice et Hyères comparées comme lieu de séjour pour les tuberculeux (în franceză). Strasbourg.
- Aufauvre, Amédée (1861). Hyères et sa vallée : guide historique, médical, topographique (în franceză). Paris: Hachette et Cie.
- Lubanski, Aleksander (1865). Guide aux stations d'hiver du littoral méditerranéen : Hyères, Cannes, Nice, Menton, Monaco (în franceză). Nice: Charles Cauvin.
- Gensollen, Honoré-Zénon (1820). Essai historique, topographique et médical sur la ville d'Hières, en Provence, avec un précis des troubles qui ont eu lieu dans cette ville en... 1815 (în franceză). Toulon: Bellue.
- Denis, Alphonse (1841). Promenades pittoresques à Hyères ou Notice historique et statistique sur cette ville, ses environs et les îles (în franceză). Toulon: Bellue.
- Négrel, Geneviève (1996). Hyères, la ville climatique, Var. Itinéraires du patrimoine (în franceză). 126. Association pour le patrimoine de Provence. ISBN 978-2-909727-17-2.

### Istorie
- Fischer, Christian August (1806). Reise nach Hyères im Winter 1803-1804 (în germană). Leipzig: Johann Friedrich Hartknoch.
- Pouliquen, Jean-Luc (2017). La Plage des comédiens : en souvenir de Simone Berriau (în franceză). CreateSpace Independent Publishing Platform. ISBN 978-1546471028.
- Marnier, Jules (1832). Hyères : album pittoresque de la France (în franceză). Imprimerie Pinard.
- Fellon, P.N. (1834). Hyères en Provence, ou Guide des voyageurs : suivi de tableaux, descriptions et variétés champêtres (în franceză). Marseille: Feissat aîné et Demonchy.
- fr  Hyères, Toulon Provence Méditerranée Est: Hyères, Vexilologia Provensală  (accesat la 13/12/2024)
- Marnier, J. (1850). Souvenirs de 1832. Mon départ d'Hyères. Voyage à travers les montagnes. Rencontre du franc-maçon. Épisode de la guerre d'Espagne en 1809 (în franceză). Paris: Guiraudet et Jouaust.
- De Paris à Nice, Cannes, Hyères, Monaco et Menton avec Illustrations, cartes et plans (în franceză). Degorce-Cadot. 1870.
- Denis, Alphonse (1975). Hyères ancien et moderne : promenades pittoresques, scientifiques et littéraires sur son territoire, ses environs et ses îles (în franceză). Marseille: Laffitte Reprints.
- Smith, Adolphe (1882). The Garden of Hyères: A Description of the Most Southern Point on the French Riviera (în engleză). Hyères: H. Souchon.
- Liégeard, Stéphen (1887). La Côte d'Azur (în franceză). Paris: Maison Quantin.
- Icard, Jules (1889). Notes historiques sur les rues d'Hyères (în franceză). Hyères.
- Borel, Vincent (1998). Hyères et sa région dans la guerre de 1939 à 1945 (în franceză). Marly-le-Roi: Éditions Champflour. ISBN 2-87655-038-5.
- Jacquemin, Odile (1999). Une ville en images, Hyères-les-Palmiers (în franceză). Hyères: Mémoire à lire, territoire à l'écoute. p. 74. ISBN 978-2-912433-10-7.
- Borel, Vincent (2001). Hier à Hyères : Chroniques parues en 1999 et 2000 dans Var Matin (în franceză). Marly-le-Roi: Éditions Champflour. ISBN 2-87655-050-4.
- Maille, Ghislaine; François, Hubert (2003). Hyères. Mémoire en images (în franceză). Saint-Cyr-sur-Loire: Éditions Alan Sutton. ISBN 978-2-84253-967-2.
- Maille, Ghislaine; François, Hubert (2007). Hyères - Tome II. Mémoire en images (în franceză). Saint-Avertin: Éditions Alan Sutton. ISBN 978-2-84910-633-4.
- Minéry, Jean-Frédéric (2006). Frenchy et Fanny - Tome 1 - Mystères à Hyères !. Petits et grands (în franceză). Éditions ANGE. ISBN 978-2-9526903-0-0.
- Peyron, Martine (2012). Hyères 1892, séjour de la reine Victoria : saga familiale d'hôtels historiques, de Costebelle, Marseille à Casablanca (în franceză). M. Peyron. ISBN 978-2-7466-4452-6.
- Pouliquen, Jean-Luc (2015). Robert Louis Stevenson à Hyères (în franceză). CreateSpace Independent Publishing Platform. ISBN 978-1-5089-5122-3.
- Caronia, Claire (1998). „La communauté protestante à Hyères (Var) de 1800 à 1945”. Recherches régionales - Alpes-Maritimes et contrées limitrophes (în franceză) (143): 35–61.

### Patrimoniu istoric si arheologic
- Bodinier, Amédée (1892). Hyères et ses environs, avec vues artistiques des principaux sites et monuments anciens et modernes, accompagnées de notices historiques, archéologiques et descriptives (în franceză). Hyères: G. Bloch.
- Jahandiez, Émile (1915). Les Îles d'Hyères : Monographie des Îles d'Or, presqu'île de Giens, Porquerolles, Port-Cros, île du Levant : histoire, description, géologie, flore, faune (în franceză). Carqueiranne: G. Bloch.
- Léger, Louis-Urbain; Blanchet, Fernand (1928). „Sur l'existence de plages fossiles aux îles d'Hyères”. Travaux du Laboratoire de Géologie de Grenoble (în franceză). Grenoble: Allier père et fils. 15 (1): 89–100.
- Potinière, V. (1932). Note sur les fortifications des îles d'Hyères du début du XVIIe siècle à nos jours (în franceză). Institut Historique de Provence.
- Roux, Paul (1967). Étude sur les noms de lieux du terroir d'Hyères (în franceză). Aix-en-Provence: La Pensée Universitaire.
- Lassarat, Raymond (1979). Hyères : Itinéraires historiques (în franceză). Sud-Est Imprim.
- Pauvarel, Carole (2006). Les ex-voto de la collégiale Saint-Paul à Hyères. Itinéraires du Patrimoine (în franceză). Lieux Dits.
- Fray, François (1995). Hyères. La ville médiévale. Itinéraires du Patrimoine (în franceză). 97. Association pour le Patrimoine de Provence.
- Abbonen, Maurice (1996). Eau, moulins d'Hyères (în franceză). Nîmes: Lacour-Ollé. ISBN 978-2-84149-261-9.
- Dinkel, René (coord.) (1986). Suivez le guide : Monuments historiques Provence Alpes Côte d’Azur (în franceză). Marseille: Direction régionale des affaires culturelles et Conseil régional de Provence – Alpes - Côte d’Azur (Office Régional de la Culture). ISBN 978-2-906035-00-3.
- fr  Maisons et Commanderies de l'Ordre du Temple en France (Département du Var)  (accesat la 13/12/2024)
- Salch, Charles-Laurent (1979). Dictionnaire des châteaux et des fortifications du Moyen Âge en France - Hyères (în franceză). Strasbourg: Éditions Publitotal. p. 615. ISBN 978-2-86535-070-4.
- Salch, Charles-Laurent (1987). Atlas des villes et villages fortifiés en France : Début du Ve siècle à la fin du XVe siècle - Hyères (în franceză). Strasbourg: Éditions Publitotal. p. 443. ISBN 978-2-86535-070-4.
- fr  Patrimoniul Hyères  (accesat la 13/12/2024)

### Patrimoniu natural
- fr  Inventaire national du patrimoine naturel de la commune - Hyères  (accesat la 13/12/2024)